# Halo Studios
Halo Studios (voorheen 343 Industries) is een computerspelontwikkelaar gevestigd in Kirkland, Washington. Het bedrijf is in 2007 opgericht door Xbox Game Studios om de Halo-serie te onderhouden.

## Games
| Release | Titel                             | Platform                                                 | Noot |
| ------- | --------------------------------- | -------------------------------------------------------- | --- |
| 2010    | Halo: Reach                       | Xbox 360                                                 | Halo Studios heeft het beheer over het spel en diens servers, nadat deze aan hen was gegeven door Bungie. |
| 2011    | Halo: Combat Evolved Anniversary  | Xbox 360                                                 | Remake van Halo: Combat Evolved, in samenwerking met Saber Interactive en Certain Affinity.               |
| 2012    | Halo 4                            | Xbox 360                                                 | Eerste volledige nieuwe spel dat werd ontwikkeld door Halo Studios.                                       |
| 2013    | Halo: Spartan Assault             | Windows, Windows Phone 8, Windows RT, Xbox 360, Xbox One | In samenwerking met het Nederlandse Vanguard Games.                                                       |
| 2014    | Halo: Spartan Strike              | Windows, Windows Phone 8, Windows RT, Steam              | In samenwerking met het Nederlandse Vanguard Games.                                                       |
| 2014    | Halo: The Master Chief Collection | Xbox One                                                 | Bevat Halo: Combat Evolved Anniversary, Halo 2, Halo 3, Halo 4 en de multiplayermodi                      |
| 2015    | Halo 5: Guardians                 | Xbox One                                                 | |
| 2021    | Halo Infinite                     | Windows, Xbox One, Xbox Series                           | |